# 豊田郡 (静岡県)
- 令制国一覧 > 東海道 > 遠江国 > 豊田郡
- 日本 > 中部地方 > 静岡県 > 豊田郡

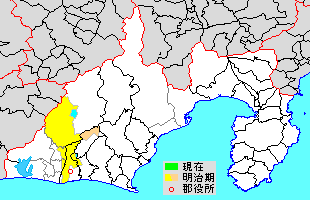
静岡県豊田郡の範囲（水色：後に他郡から編入された区域 薄黄：後に他郡に編入された区域）

豊田郡（とよだぐん）は、静岡県（遠江国）にあった郡。

## 郡域
1879年（明治12年）に行政区画として発足した当時の郡域は、現在の行政区画では概ね以下の区域にあたる。
- 磐田市の一部（鮫島、中野、下大之郷、下岡田、上岡田、大泉町、中泉、一言、富丘、水堀、東原、大久保、向笠竹之内、向笠西、篠原以西）
- 袋井市の一部（小山、徳光、延久、太田、深見、沖山梨以西）
- 浜松市
  - 中央区の一部（国吉町・中野町・中里町・白鳥町・常光町・貴平町・恒武町・豊西町・豊町）
  - 浜名区の一部（善地、上善地、永島、中瀬、本沢合、豊保以東）
  - 天竜区の一部（佐久間町上平山・春野町各町・水窪町各町を除く）
- 周智郡森町の一部（牛飼および一宮の一部）

## 歴史

### 近代以降の沿革
- 「旧高旧領取調帳」に記載されている明治初年時点での支配は以下の通り。●は村内に寺社領が、○は寺社等の除地（領主から年貢免除の特権を与えられた土地）が存在。中野村は3ヶ所、大久保村・中瀬村は2ヶ所に存在したが、いずれも合併まで改称されなかった。（265村）

| 知行         | 知行               | 村数  | 村名 |
| ------------ | ------------------ | ----- | --- |
| 幕府領       | 幕府領             | 107村 | 中瀬村（現・浜松市東区）、伝右衛門西新田、●富田村、●○国吉村、川越島村、●○中野町村、末島村、中善地村新田、上善地新田、石原村新田、萱野新田、掛塚向新田、古川寄合新田、○芋瀬村、●老間村、●○弥助新田、掛下村、平松村、平松村掛下村出作場、惣兵衛上新田、惣兵衛下新田、伝右衛門新田、次郎作新田、寺谷新田、寺谷村出作場、●○寺谷村、寺谷沖新田、●小立野村、手代屋敷、●○池田村、●上本郷村、仁兵衛新田、七蔵新田村、●○中泉村、西瀬新田、久保請所新田、●○駒場村、藤木村、刑部島村、又兵衛受新田、清庵浜受負新田、横井新田、上神増村新田、神増村新田、合代島新田、下野部村新田、上野部新田、●○山東村、大園村、大谷村、●二俣村、次郎八新田、川口村、北鹿島村、○西鹿島村、二星新田、只来村、瀬崎村、●○下平山村、○西雲名村、○谷山村、○大嶺村、●○小川村、●○横山村、●○横川村、●○月村、●○伊砂村、○佐久村、○相津村、●○戸倉村、●○東雲名村、●○熊村、神沢村、新切新田村、●○大栗安村、○芦窪村、●長沢村、○懐山村、●○東藤平村、●阿寺村、●西藤平村、●米沢村、●渡ヶ島村、●○日明村、○六郎沢村、●○上神沢村、○川合村、○大井村、●○佐久間村、●○中部村、●○浦川村、●○戸口村、●○瀬尻村、○半場村、●○大河内村、○中野村（現・周智郡森町）、○乙丸村、○田能村、○大久保村（現・周智郡森町）、○船場村、●○中村、○西ヶ嶺村、○曲尾村、○黒田村、○大府川村、○上野平村、木根棚指村 |
| 幕府領       | 旗本領             | 83村  | ●雲岩寺村、●○尾野村、御馬ヶ池村、●岩水村、●安泰寺村、●○石原村、●貴平村、上善地村、●中善地村、●萱場村、●加茂東村、●加茂西村、加茂川原村、●気賀東村、●○匂坂西村、●○匂坂下村、●気賀西村、大久保村（現・磐田市）、●匂坂上村、●匂坂新村、●中野戸村、●○匂坂中村、○匂坂中之郷村、○西之島村、●○一言村、●○森本村、●○気子島村、○宮本村、●○赤池村、●弥藤太島村、●○宮ノ一色村、●下万能村、●○立野村、●○中島村、○森岡村、●○上万能村、●○森下村、中田村、○海老塚村、●下岡田村、●○保六島村、●笹原島村、○雲雀島村、●上岡田村、上野巳新田、●○天竜村、新居村、●鮫島村、●前野村、浜新田、●○野箱村、○白拍子村、長須賀村、真光寺村、●見取村、●小山村、●○徳光村、延久村、太田村、○向笠西村、○沖山梨村、●友永村、●○大谷村、●上川会村、横井村、●向笠中村、●○向笠上村、下川会村、○大平村、●山田村、●○下野部村、●○敷地村、○合代島村、●○岩室村、○家田村、○大当所村、山中村、瀬林村、○上野村、●○石神村、●○青谷村、●中村、●下本郷村 |
| 幕府領       | 幕府領・旗本領     | 1村   | 善地村 |
| 藩領         | 遠江浜松藩         | 27村  | 本沢村、○上島村、○蝋燭島村、○中野島村、○上小島村、○中野村（現・浜松市浜北区）、○下小島村、●○中瀬村（現・浜松市浜北区）、細島村、●○恒武村、○松小池村、○八幡村、●○永島村、●新野村、●○高薗村、○新堀村、○倉中瀬村、●羽鳥村、●白鳥村、○大見村、○長命村、●大明神村、○松ノ木島村、○上神増村、○三家村、○壱貫地村、○下神増村 |
| 藩領         | 陸奥白河藩         | 16村  | ●○堀之内村、●平間村、●高木村、●松本村、●中野村（現・磐田市）、●万正寺村、●○岡村、中平松村、西平松村、大中瀬村、稗原村、●海老島村、倉島村、北島村、●○東平松村、●小中瀬村 |
| 藩領         | 遠江掛川藩         | 12村  | 佐崎野村、源兵衛新田、向笠五ヶ村出作場、樋口村、東原村、藤野村、上原村、●○篠原村、深見村、万瀬村、●○神増村、●阿蔵村 |
| 幕府領・藩領 | 幕府領・旗本領     | 8村   | ●柴本村、一色村、●上新屋村、清庵新田、●○草崎村、●○牛飼村、●○米倉村、●船明村 |
| 幕府領・藩領 | 幕府領・遠江浜松藩 | 1村   | ●○常光村 |
| 幕府領・藩領 | 幕府領・掛川藩     | 1村   | ●○上野部村 |
| 幕府領・藩領 | 旗本領・掛川藩     | 4村   | ○向笠竹之内村、○大海村、○社山村、虫生村 |
| 幕府領・藩領 | 旗本領・白河藩     | 2村   | ●○千手堂村、●○小島村 |
| 幕府領・藩領 | 旗本領・遠江堀江藩 | 1村   | 向笠新屋村 |
| その他       | 寺社領             | 2村   | ○嶺神沢村、三倉村 |

- 慶応2年6月19日（1866年7月30日） - 白河藩主阿部正静が陸奥棚倉藩に転封され、白河藩領は二本松藩の預地となる。
- 慶応4年2月1日（1868年2月23日） - 阿部正静の白河藩復帰が決定するが、実行に至らず。
- 慶応4年5月24日（1868年7月13日） - 徳川宗家が駿河府中藩に転封。転封される。これにともない遠江・駿河・伊豆国内での領地替えが実施され、幕府領・旗本領が消滅。
- 慶応4年9月5日（1868年10月20日） - 浜松藩主井上正直が上総鶴舞藩に転封される。
- 明治元年11月7日（1868年12月20日） – 掛川藩主太田資美が上総柴山藩に転封される。
- 明治元年12月15日（1869年1月27日） - 白河藩領が天領となる。
- 時期不明 - 瀬崎村が天竜川の洪水により消滅。（264村）
- 明治初年（259村）
  - 西瀬新田を磐田郡見附宿に合併。郡より離脱。
  - 辰新田が成立。
  - 中善地村新田を中善地村に、石原村新田を石原村に、上神増村新田を上神増村に、細島村を壱貫地村に合併。
  - このころ手代屋敷が川合村か浦川村に合併されたとみられる。
- 1869年（明治2年）8月7日 - 府中藩が静岡藩に改称。
- 明治4年（1871年） - 神増村新田を神増村に、合代島新田を合代島村に、下野部村新田を下野部村に、上野部新田を上野部村に合併。（255村）
- 明治4年7月14日（1871年8月29日） - 廃藩置県により静岡県、堀江県の管轄となる。
- 明治4年11月15日（1871年12月26日） - 第1次府県統合により浜松県の管轄となる。
- 明治7年（1874年）（250村）
  - 瀬林村・中村が合併して両島村となる。
  - 六郎沢村・上神沢村・嶺神沢村が神沢村に、新切新田村が大栗安村に合併。
- 明治8年（1875年）（229村）
  - 伝右衛門西新田が麁玉郡伝右衛門新田と合併して豊田郡豊保村となる。
  - 北鹿島村・西鹿島村が合併して鹿島村となる。
  - 雲岩寺村・岩水村・安泰寺村が合併して根堅村となる。
  - 御馬ヶ池村・柴本村が合併して於呂村となる。
  - 大河内村・中野村（現・周智郡森町）・乙丸村・田能村・大久保村（現・周智郡森町）・船場村・中村・西ヶ嶺村・曲尾村・黒田村・大府川村・上野平村・木根棚指村が三倉村に合併。
  - 蝋燭島村・上小島村・中野村（現・浜松市浜北区）・下小島村が中瀬村（現・浜松市浜北区）に合併。
- 明治9年（1876年）（218村）
  - 萱野新田・掛塚向新田・辰新田が合併して三新村となる。
  - 保六島村・雲雀島村が合併して豊島村となる。
  - 新居村・倉島村が合併して新島村となる。
  - 向笠中村・向笠上村・向笠五ヶ村出作場・樋口村・大海村が合併して笠梅村となる。
  - 藤野村・上原村が合併して藤上原村となる。
  - 川口村が二俣村に合併。
  - このころまでに東原村が大久保村（現・磐田市）に合併。
- 明治9年（1876年）8月21日 - 第2次府県統合により静岡県の管轄となる。
- 1879年（明治12年）
  - 3月12日 - 郡区町村編制法の静岡県での施行により行政区画としての豊田郡が発足。「磐田山名豊田郡役所」が磐田郡見附宿に設置され、磐田郡・山名郡とともに管轄。
  - 三倉村の所属郡が周智郡に変更。（217村）
- 明治15年（1882年） - 上川会村・下川会村が合併して川会村となる。（216村）
- 明治19年（1887年） - 本沢村が於呂村の一部と合併して本沢合村となる。（216村）

### 町村制以降の沿革

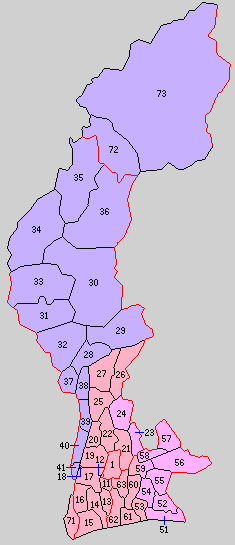
11.中泉町 12.梅原村 13.天龍村 14.長野村 15.袖浦村 16.十束村 17.井通村 18.池田村 19.富岡村 20.岩田村 21.向笠村 22.大藤村 23.今井村 24.三川村 25.広瀬村 26.敷地村 27.野部村 28.二俣町 29.光明村 30.龍川村 31.上阿多古村 32.下阿多古村 33.熊村 34.浦川村 35.佐久間村 36.山香村 37.赤佐村 38.中瀬村 39.竜池村 40.豊西村 41.中ノ町村（紫：浜松市 赤：磐田市 桃：袋井市 1は磐田郡 51 - 63は山名郡）

- 明治22年（1889年）4月1日 - 町村制の施行により、以下の町村が発足。（2町29村）
  - 中泉町 ← 中泉村、山名郡二ノ宮村（現・磐田市）
  - 梅原村 ← 上野巳新田、一言村［一部］（現・磐田市）
  - 天竜村 ← 上岡田村、下岡田村、千手堂村、豊島村、天竜村、北島村、万正寺村、中野村、山名郡上大ノ郷村（現・磐田市）
  - 長野村 ← 小島村、真光寺村、長須賀村、刑部島村、前野村、新島村、白拍子村、草崎村、野箱村、鮫島村（現・磐田市）
  - 袖浦村 ← 中平松村、東平松村、西平松村、岡村、藤木村、駒場村、又兵衛請新田、清庵浜請負新田、大中瀬村、小中瀬村、稗原村、海老島村、浜新田（現・磐田市）
  - 十束村 ← 宮本村、中島村、平間村、堀之内村、松本村、高木村、下本郷村、上本郷村、赤池村、仁兵衛新田（現・磐田市）
  - 井通村 ← 宮ノ一色村、下万能村、西之島村、源兵衛新田、森本村、森下村、立野村、中田村、気子島村、笹原島村、海老塚村、上新屋村、一言村［大部分］、森岡村、弥藤太島村、上万能村、小立野村（現・磐田市）
  - 池田村（単独村制。現・磐田市）
  - 富岡村 ← 加茂西村、中野戸村、匂坂西村、気賀東村、気賀西村、七蔵新田村、加茂川原村、匂坂中之郷村、加茂東村、匂坂下村（現・磐田市）
  - 岩田村 ← 匂坂新村、寺谷村、寺谷村出作場、寺谷沖新田、次郎作新田、匂坂上村、匂坂中村、伝右衛門新田、寺谷新田（現・磐田市）
  - 向笠村 ← 向笠竹之内村、向笠西村、篠原村、笠梅村、向笠新屋村［大部分］、太田村［一部］、山名郡岩井村（現・磐田市）
  - 大藤村 ← 大久保村、平松村掛下村出作場、藤上原村（現・磐田市）
  - 今井村 ← 深見村、太田村［大部分］、延久村、横井村、徳光村、小山村、向笠新屋村［一部］（現・袋井市）
  - 三川村 ← 見取村、大谷村、川会村、友永村、山田村、周智郡萱間村（現・袋井市）
  - 広瀬村 ← 掛下村、平松村、惣兵衛下新田、上神増村、神増村、社山村、壱貫地村、三家村、松ノ木島村、下神増村（現・磐田市）
  - 敷地村 ← 家田村、大当所村、敷地村、岩室村、大平村、虫生村、万瀬村（現・磐田市）
  - 野部村 ← 横井新田、惣兵衛上新田、合代島村、下野部村、上野部村（現・磐田市）
  - 二俣町 ← 二俣村、二星新田、鹿島村、大園村、阿蔵村（現・浜松市）
  - 光明村 ← 山東村、次郎八新田、大谷村、船明村、横川村、只来村（現・浜松市）
  - 龍川村 ← 横山村、西雲名村、大嶺村、戸倉村、谷山村、佐久村、相津村、山中村、月村、小川村、東雲名村、伊砂村（現・浜松市）
  - 上阿多古村 ← 長沢村、懐山村、芦窪村、阿寺村、東藤平村、西藤平村（現・浜松市）
  - 下阿多古村 ← 上野村、両島村、石神村、渡ヶ島村、米沢村、日明村、青谷村（現・浜松市）
  - 熊村 ← 熊村、大栗安村、神沢村（現・浜松市）
  - 浦川村 ← 浦川村、川合村（現・浜松市）
  - 佐久間村 ← 佐久間村、中部村、半場村（現・浜松市）
  - 山香村 ← 大井村、戸口村、瀬尻村、下平山村、周智郡上平山村（現・浜松市）
  - 赤佐村 ← 尾野村、根堅村、於呂村（現・浜松市）
  - 中瀬村 ← 中瀬村［現・浜松市浜北区］、豊保村、上島村（現・浜松市）
  - 竜池村 ← 善地村［大部分］、上善地新田、上善地村、新野村、八幡村、永島村、高薗村、新堀村（現・浜松市）
  - 豊西村 ← 中善地村、羽鳥村、倉中瀬村、末島村、中瀬村［現・浜松市東区］、恒武村、常光村、貴平村、石原村、善地村［一部］（現・浜松市）
  - 中ノ町村 ← 大見村、萱場村、大明神村、川越島村、国吉村、松小池村、中野町村、長命村、一色村、白鳥村、富田村（現・浜松市）
  - 古川寄合新田・芋瀬村・弥助新田・三新村が長上郡河輪村の一部となる。
  - 老間村が長上郡芳川村の一部となる。
  - 本沢合村が長上郡美島村の一部となる。
  - 沖山梨村が周智郡山梨村の一部となる。
  - 牛飼村が周智郡園田村の一部となる。
  - 米倉村が周智郡一宮村の一部となる。
  - 清庵新田が山名郡於保村の一部となる。
- 明治29年（1896年）4月1日 - 郡制の施行のため以下の変更が行われ、豊田郡廃止。
  - 磐田郡・山名郡および豊田郡の大部分（下記5村を除く）、長上郡の一部の区域を以て、新制の磐田郡を設置。
  - 浜名郡および長上郡・敷知郡の大部分、豊田郡の一部（赤佐村・中瀬村・竜池村・豊西村・中ノ町村）の区域を以て、新制の浜名郡を設置。

## 行政
磐田・豊田・山名郡長
| 代 | 氏名 | 就任年月日                | 退任年月日                | 備考                                                     |
| -- | ---- | ------------------------- | ------------------------- | -------------------------------------------------------- |
| 1  |      | 明治12年（1879年）3月12日 |                           |                                                          |
|    |      |                           | 明治29年（1896年）3月31日 | 磐田郡・山名郡および長上郡の一部との合併により豊田郡廃止 |